# Nopal

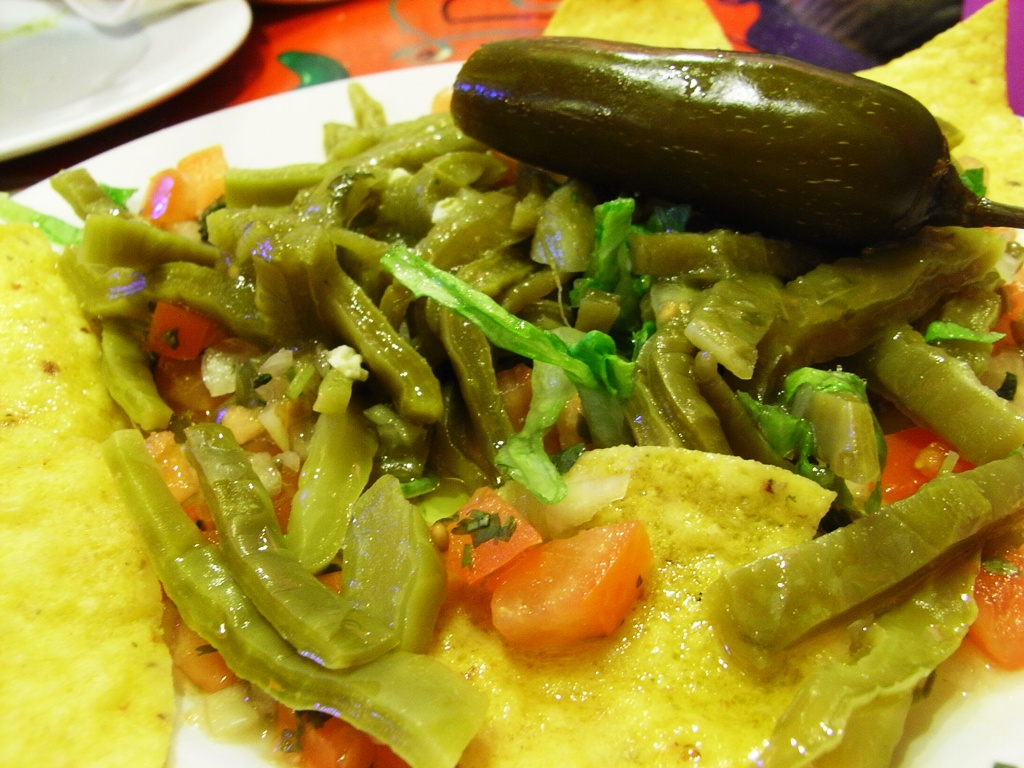
Sallad på nopal.

Nopal är en grönsak som tillreds på bladen från kaktusar ur opuntiasläktet som noggrant skalats för att avlägsna taggarna. Grönsaken är vanlig i Mexiko, där kaktusarna växer vilt, och har blivit en del av det mexikanska köket. Fikonkaktusen är den vanligaste kaktusen att använda. 